# TEMPURA KIDZ
TEMPURA KIDZ (Темпура Кидз) — японская танцевальная группа. Управляется агентством ASOBISYSTEM. Выпускает свои музыкальные записи на лейбле звукозаписи SME Records (Sony Music Japan).
Продюсирует песни группы японский музыкант, диджей, продюсер RAM RIDER
Некоторые из участников группы, в том числе Пи-тян, также были участниками Kyari Kids — детской подтанцовки певицы Кяри Памю Памю.

## История
Группа начала деятельность в начале ноября 2012 года. Тогда на YouTube был выложен видеоклип на их первую песню «CIDER CIDER», музыку и слова к которой написал RAM RIDER. Клип собрал 35 тысяч просмотров всего за две недели, причём комментарии были как из Японии, так и из-за границы.
Официальный дебют группы состоялся, когда 6 сентября 2013 года свет увидел их первый физический сингл — «ONE STEP». Он попал на 83 место японского чарта.

## Состав
- Ю-ка (яп. YU-KA), род. 14 ноября 1998 (26 лет) — лидер
- Карин (яп. KARIN), род. 2 сентября 1998 (26 лет)
- Пи-тян (яп. P→★), род. 30 августа 1999 (25 лет) — единственный мальчик в группе[5]
- Нанахо (яп. NaNaHo), род. 25 мая 1998 (27 лет)
- Ао (яп. AO), род. 2 января 1999 (26 лет) — бывшая участница J Dee’Z(ja) и подтанцовки певицы Мисии[англ.]

## Дискография

### Синглы
| № | Название                                                 | Дата выпуска    | Чарты |
| № | Название                                                 | Дата выпуска    | JP    |
| - | -------------------------------------------------------- | --------------- | ----- |
| 1 | «ONE STEP»                                               | 6 сентября 2013 | 83    |
| 2 | «Happy Natsu Matsuri» (яп. はっぴぃ夏祭り)               | 10 июля 2013    | 96    |
| — | «Tabechaitai no» (яп. たべちゃいたいの) (цифровой сингл) | 13 ноября 2013  | —     |
| — | «Miira Killer» (яп. ミイラキラー) (с Charisma.com)       | 6 августа 2014  | —     |

### Альбомы
| Название                                    | Подробнее                               | Чарты |
| Название                                    | Подробнее                               | JP    |
| ------------------------------------------- | --------------------------------------- | ----- |
| Minna no Dance Uta (яп. みんなのだんすうた) | - Кавер-альбом - Выпущен: 12 марта 2014 | 184   |

### Видеоклипы
| Название                                                           |
| ------------------------------------------------------------------ |
| «Vegetarhythm»[A] (исполняют Vegeta Girls и Маюки Юко)             |
| «CIDER CIDER»                                                      |
| «Happy Natsu Matsuri»                                              |
| «ONE STEP»                                                         |
| «13-nichi no Kinyoubi»[B] (исп. Hasta La Vista feat. TEMPURA KIDZ) |
| «Iinadzuke Blue»[B] (исп. Charisma.com)                            |
| «Miira Killer» (исп. TEMPURA KIDZ vs. Charisma.com)                |
| «Mask Mask»                                                        |

[A] Как танцевальная группа Vegikko Dancers (яп. べじっ子だんさーず).
[B] На подтанцовке.